# 蒂拉诺
蒂拉诺（義大利語：Tirano），是意大利松德里奥省的一个市镇。总面积32平方公里，人口9248人，人口密度289.0人/平方公里（2009年）。国家统计（ISTAT）代码为014066。